# فيليب لارسن
فيليب لارسن (بالدنماركية: Philip Larsen)‏ هو لاعب هوكي الجليد دنماركي، ولد في 7 ديسمبر 1989 في إيسبيرغ في الدنمارك.

## وصلات خارجية
- فيليب لارسن على موقع دوري الهوكي الوطني (الإنجليزية)
- فيليب لارسن على موقع دوري الهوكي للقارات (الإنجليزية)
- فيليب لارسن على موقع EliteProspects.com (الإنجليزية)
- فيليب لارسن على موقع Eurohockey.com (الإنجليزية)
- فيليب لارسن على موقع HockeyDB.com (الإنجليزية)
- فيليب لارسن على موقع Hockey-Reference.com (الإنجليزية)